# Тихомир Милошевски
Тихомир Тићо Милошевски (Битуше код Дебра, 13. јул 1915 — Скопље, 1. април 1984), учесник Народноослободилачке борбе, генерал-мајор ЈНА, друштвено-политички радник СР Македоније и народни херој Југославије.

## Биографија
Рођен је 13. јула 1915. године у селу Битуше код Дебра, у сиромашној печалбарској породици. После основне школе, завршио је пољопривредну школу у Тетову и Ваљеву. Пошто није имао материјалних могућности за даље школовање, отишао је у војну школу. После завршетка војне школе добио је официрски чин и упућен у службу на границу према Бугарској. Тамо га је 1941. године затекао Априлски рат. У току краткотрајног отпора своје јединице, био је рањен. Иако рањен, успео је да избегне заробљавање, па је отишао у Скопље.
У окупираном Скопљу се повезао са антифашистичким покретом, али је бугарска полција упсела да га ухапси и у затвору га подвргла мучењу и испитивању. Привремено је био пуштен из затвора, али је поново ухапшен и интернисан у Бугарској. У јануару 1942. године, вратио се из интернације.
Ускоро се прикључио Народноослободилачком покрету и у јуну 1943. године постао члан Комунистичке партије Југославије. Тада му је Месни комитет КПЈ у Скопљу поверио дужност команданта Месног војног штаба. У марту је отишао у партизански одред на Скопској Црној гори, где се задржао неко време. После се, по налогу КПЈ, вратио у Скопље и тамо остао до почетка јуна. После тога је отишао у Тиквешки партизански одред „Добри Даскалов“. Истакао се у борбама на Дудици, Михајлову и осталим акцијама.
У време припрема за Фебруарски поход партизанских јединица 1944. године, батаљони, који су били одређени да иду са Централним комитетом Комунистичке партије Македоније и Главним штабом НОВ и ПО Македоније на кумановски терен, стављени су под његову команду. Ови батаљони су, кроз низ борби, од јануара до средине фебруара прешли пут од Караџова до Козјака и ту се спојили са батаљоном „Орце Николов“. Од њих је, 26. фебруара 1944, формирана Трећа македонска бригада, а Тихомир Милошевски постављен за њеног команданта. Бригада је под његовом командом учествовала у пролећној офанзиви у борбама против бугарских јединица и четника. Тада се истакао у борбама код Ристовца, Пробиштипа, Бесне Кобиле, Петрове горе и остало.
У јулу 1944. године, поставље је за команданта Друге оперативне зоне, а убрзо затим за команданта 41. македонске дивизије. У октобру је постављен за команданта Петнаестог македонског корпуса, који је тада учествовао у борбама за ослобођење западне Македоније.
У завршним борбама за ослобођење Југославије, он је у својству команданта 48. дивизије био тешко рањен код Дугог Села близу Загреба. Због доприноса македонских јединица у пробоју Сремског фронта, био је проглашен за почасног грађанина Винковаца.
После завршетка рата, вршио је одговорне дужности у Југословенској народној армији. Пензионисан је 1962. године у чину генерал-мајора.
На Првом заседању Антифашистичког собрања народног ослобођења Македоније, био је изабран за члана Президијума. После тога је биран за посланика и члана Савета Републике.
Умро је 1. априла 1984. године у Скопљу.
Носилац је Партизанске споменице 1941. и више југословенских и страних одликовања, међу којима је пољски Партизански крст. Орденом народног хероја одликован је 27. новембра 1953. године.